# Cedzidło
Cedzidło – sito w otworze wlewowym zbiornika opryskiwacza, zazwyczaj o otworach mających średnicę 1 mm.
Cedzidło do miodu – przyrząd składający się z dwóch sit z cynowanej siatki żelaznej oprawionych cynkowana blachą.
Cedzidło do mleka – stosunkowo gęste włosiane sito wyłożone z wierzchu powonską lub tkaniną bawełnianą (flanela lub barchan) albo sito aluminiowe w kształcie leja z szerokim otworem, zaopatrzone w dwa siatkowate obramowane krążki, pomiędzy które wkłada się czysty krążek z flaneli lub waty.